# I Don't Care if the Sun Don't Shine
〈I Don't Care If the Sun Don't Shine〉는 맥 데이비드가 작곡한 노래이다. 1950년 패티 페이지의 버전이 가장 유명하고 페이지는 머큐리 레코드에서 카탈로그 넘버 5396로 하여 발매했다. 이것이 1950년 5월 20일 빌보드 차트에 진입하였고 최고 8위를 달성하면서 8주간 차트에 머물렀다. 그의 첫 톱 10 히트였다.
또한 엘비스 프레슬리의 첫 녹음 중 하나이다.
딘 마틴의 버전은 그와 제리 루이스가 주연한 1953년 영화 《스캐어드 스티프》에 사용되었다. 패티 페이지 음원은 영화 《프리실라》에 사용된다. 가이 피어스는 이 영화에서 잠시 노래를 발췌하여 부르고, 테런스 스탬프와 휴고 위빙도 이렇게 부른다. 스페인어 버전은 마르코 툴리오 산체즈에 의해 처음 녹음되었다. 이 사람은 자국 컬럼비아에서 로커빌리의 선구자로 1980년대에 활약했다. 캐나다의 레이드 제미슨은 1950년대를 트리뷰트하는 《The Presley Sessions revisited》 (2015)에 커버곡을 취입했다.